# Freshmaker

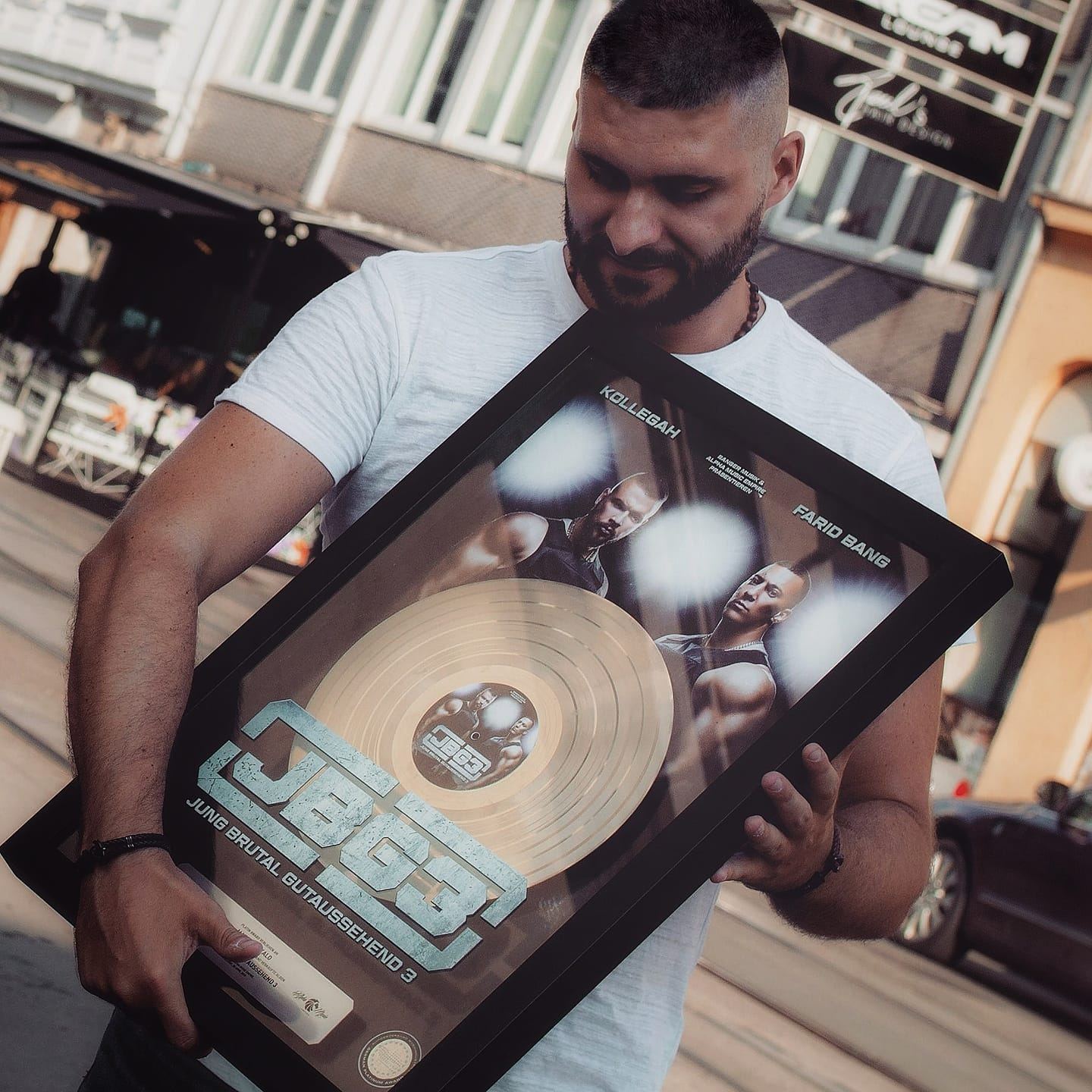
Freshmaker mit Platin-Award

Freshmaker (* 12. August 1987 in Wien; bürgerlich Mario Skakalo) ist ein österreichischer Hip-Hop- und Pop-Produzent mit bosnischen und kroatischen Wurzeln.

## Leben
Freshmaker wuchs im 15. Wiener Gemeindebezirk Rudolfsheim-Fünfhaus mit zwei Brüdern auf. Seine Mutter stammt aus Bosnien und sein Vater aus Kroatien. In seiner Kindheit spielte er Gitarre, Xylophon und Flöte und besuchte als Jugendlicher eine Höhere Technische Lehranstalt. Freshmakers erster Berührungspunkt mit Deutschrap war das Album Electro Ghetto von Bushido. Inspiriert davon begann er eigene Beats zu produzieren.
Eine erste Veröffentlichung gelang ihm 2008 auf dem Album Gastarbeiterlife von Kid Pex. Seinen Durchbruch schaffte er zwei Jahre später auf dem Mixtape Hoodtape Volume 1 von Kollegah, mit dem zahlreiche weitere Zusammenarbeiten entstanden. Neben Veröffentlichungen mit Deutschrap-Interpreten wie Farid Bang, PA Sports oder Kontra K arbeitete er zusammen mit österreichischen Künstlern wie Chakuza oder Dame und dem US-amerikanischen Rapper 6ix9ine, dem bosnischen Jala Brat sowie türkischem Rapper Velet.

## Diskografie

### Alben
- 2014: Checkpoint
- 2018: Kodeks
- 2019: Fusion
- 2020: No Limit

### Singles
- 2018: Instinkt feat. Shadow030
- 2018: Alte Schule wie früher feat. Eko Fresh & Cashmo
- 2018: Krankes Biz feat. Cr7z
- 2018: Cadillac feat. Snipe & Laruzo
- 2019: Infantry feat. Chakuza
- 2019: Sanduhr feat. Wendja
- 2019: 100% feat. Hexer
- 2019: Jacky Dose feat. 030er
- 2020: Blocklife feat. Hanybal, Silla, Krime & Shadow030
- 2020: Tek Gel feat. Velet
- 2020: Tentancion Remix mit Rina & Sin Boy
- 2020: Svetica Remix mit Tea Tairović
- 2021: Königsdisziplin (mit Kollegah & Cr7z feat. DJ Eule; #6 der deutschen Single-Trend-Charts am 12. November 2021[4])

### Freshmaker als Produzent in den Charts
| Jahr | Titel Album                                                 | Höchstplatzierung, Gesamtwochen, AuszeichnungChartplatzierungen (Jahr, Titel, Album, Platzierungen, Wochen, Auszeichnungen, Anmerkungen) | Höchstplatzierung, Gesamtwochen, AuszeichnungChartplatzierungen (Jahr, Titel, Album, Platzierungen, Wochen, Auszeichnungen, Anmerkungen) | Höchstplatzierung, Gesamtwochen, AuszeichnungChartplatzierungen (Jahr, Titel, Album, Platzierungen, Wochen, Auszeichnungen, Anmerkungen) | Anmerkungen                            |
| Jahr | Titel Album                                                 | DE | AT | CH | Anmerkungen                            |
| ---- | ----------------------------------------------------------- | --- | --- | --- | -------------------------------------- |
| 2017 | Wenn der Gegner am Boden liegt Jung, brutal, gutaussehend 3 | DE19 (2 Wo.)DE | AT37 (1 Wo.)AT | — | Interpret(en): Kollegah & Farid Bang   |
| 2018 | Das erste Mal Monument                                      | DE32 (3 Wo.)DE | AT33 (1 Wo.)AT | CH58 (1 Wo.)CH | Interpret(en): Kollegah feat. 18 Karat |